# 厚生年金保険法
厚生年金保険法（こうせいねんきんほけんほう、昭和29年5月19日法律第115号）は、日本の労働者が加入する年金保険に関する法律である。厚生年金保険法（昭和16年法律第60号）を全部改正して制定された。

## 概要
- 第一章　総則（第1条―第5条）
- 第二章　被保険者
  - 第一節　資格（第6条―第18条の2）
  - 第二節　被保険者期間（第19条）
  - 第三節　標準報酬月額及び標準賞与額（第20条―第26条）
  - 第四節　届出、記録等（第27条―第31条の3）
- 第三章　保険給付 
  - 第一節　通則（第32条―第41条）
  - 第二節　老齢厚生年金（第42条―第46条）
  - 第三節　障害厚生年金及び障害手当金（第47条―第57条）
  - 第四節　遺族厚生年金（第58条―第72条）
  - 第五節　保険給付の制限（第73条―第78条）
- 第三章の二　離婚等をした場合における特例（第78条の2―第78条の12）
- 第三章の三　被扶養配偶者である期間についての特例（第78条の13―第78条の21）
- 第三章の四　二以上の種別の被保険者であつた期間を有する者の特例（第78条の22―第78条の37）
- 第四章　厚生年金保険事業の円滑な実施を図るための措置（第79条）
- 第四章の二　積立金の運用（第79条の2―第79条の14）
- 第五章　費用の負担（第80条―第89条の2）
- 第六章　不服申立て（第90条―第91条の3）
- 第七章　雑則（第92条―第101条）
- 第八章　罰則（第102条―第105条）
- 附則